# Monster in the Closet
Monster in the Closet (bra O Monstro do Armário) é um filme estadunidense de 1986, dos gêneros comédia e terror, dirigido por Bob Dahlin.

## Sinopse
Após uma série de assassinatos em armários na cidade de São Francisco, um repórter e seu amigo cientista são chamados para tentar desvendar o mistério.

## Elenco
- Donald Grant – Richard Clark
- Denise DuBarry – prof. Diane Bennett
- Claude Akins – serife Sam Ketchem
- Howard Duff – padre Finnegan
- Henry Gibson – dr. Pennyworth
- Donald Moffat – gen. Turnbull
- Paul Dooley – Roy
- John Carradine – velho Joe Shempter
- Jesse White – Ben
- Frank Ashmore – Scoop
- Paul Walker – "Professor" Bennett
- Stella Stevens – Margo
- Kevin Peter Hall – o monstro
- Fergie – Lucy